# Distretto di Has
Il distretto di Has (in albanese: Rrethi i Hasit) era uno dei 36 distretti amministrativi dell'Albania.	
La riforma amministrativa del 2015 ha ricompreso il territorio dell'ex distretto nel comune di Has, di nuova istituzione.

## Geografia antropica

### Suddivisioni amministrative
Il distretto comprendeva un comune urbano e 4 comuni rurali.

#### Comuni urbani
- Krumë

#### Comuni rurali
- Fajza (Fajzë)
- Gjinaj
- Golaj
- Metaliaj